# UFC 82
UFC 82: Pride of a Champion（ユーエフシー・エイティトゥー：プライド・オブ・ア・チャンピオン）は、アメリカ合衆国の総合格闘技団体「UFC」の大会の一つ。2008年3月1日、オハイオ州コロンバスのネイションワイド・アリーナで開催された。
本大会では大会名に初めて「PRIDE」の文字が使用され、メインイベントではアンデウソン・シウバの持つUFC世界ミドル級王座にPRIDEウェルター級王者のダン・ヘンダーソンが挑戦した。

## 大会概要
メインイベントのUFC世界ミドル級タイトルマッチでは、アンデウソンがヘンダーソンをチョークスリーパーで破り、UFCミドル級・PRIDEウェルター級の王座を統一した。これにより、アンデウソンがUFC世界ミドル級王座の3度目の防衛に成功するとともに、PRIDEウェルター級王座は消滅した。
UFC2戦目の郷野聡寛はジョン・フィッチとの対戦が予定されていたが、右手の怪我により欠場となり、代わってクリス・ウィルソンが出場した。
UFC 70以来出場のなかったアンドレイ・アルロフスキーは、同じく長期のブランクのあるジェイク・オブライエンにTKO勝ちを収めた。
大会のインターバル中で初代UFC世界ヘビー級王者マーク・コールマンがUFCホール・オブ・フェイム（殿堂入り）を受賞し、現役続行とUFCへの復帰を表明。同じレスリングナショナル王者の実績を持つブロック・レスナーとの対戦を要望した。

## 試合結果

### プレリミナリィカード
第1試合 ライト級 5分3R
○  ジョルジ・グージェウ vs.  ジョン・ハルバーソン ×
3R終了 判定3-0（30-27、29-28、29-28）
第2試合 ウェルター級 5分3R
○  ディエゴ・サンチェス vs.  デビッド・ベルクヘーデン ×
1R 4:43 ギブアップ（マウントパンチ）
第3試合 ウェルター級 5分3R
○  ジョシュ・コスチェック vs.  ダスティン・ヘイズレット ×
2R 1:24 TKO（レフェリーストップ：左ハイキック→パウンド）
第4試合 ウェルター級 5分3R
○  ルイージ・フィオラヴァンティ vs.  ルーク・クモ ×
3R終了 判定3-0（30-27、30-27、30-27）
第5試合 ヘビー級 5分3R
○  アンドレイ・アルロフスキー vs.  ジェイク・オブライエン ×
2R 4:17 TKO（レフェリーストップ：マウントパンチ）

### メインカード
第6試合 ウェルター級 5分3R
○  ジョン・フィッチ vs.  クリス・ウィルソン ×
3R終了 判定3-0（30-27、29-28、30-27）
第7試合 ミドル級 5分3R
○  岡見勇信 vs.  エヴァン・タナー ×
2R 3:00 KO（左膝蹴り）
第8試合 ミドル級 5分3R
○  クリス・リーベン vs.  アレッシオ・サカラ ×
1R 3:16 TKO（レフェリーストップ：左フック→パウンド）
第9試合 ヘビー級 5分3R
○  ヒース・ヒーリング vs.  シーク・コンゴ ×
3R終了 判定2-1（29-28、29-28、28-29）
第10試合 UFC世界ミドル級タイトルマッチ 5分5R
○  アンデウソン・シウバ vs.  ダン・ヘンダーソン ×
2R 4:52 チョークスリーパー
※シウバが王座の3度目の防衛に成功。

### 各賞
ファイト・オブ・ザ・ナイト： アンデウソン・シウバ vs. ダン・ヘンダーソン
ノックアウト・オブ・ザ・ナイト： クリス・リーベン
サブミッション・オブ・ザ・ナイト： アンデウソン・シウバ
各選手にはボーナスとして70,000ドルが支給された。